# Kosrae
Kosrae és una illa de la Micronèsia i un estat dels Estats Federats de Micronèsia a l'oceà Pacífic. Forma part de l'arxipèlag d'illes Carolines. Té una superfície de 110 km² i una població de 7.317 persones (segons el cens de 1994). L'estat és dividit en quatre municipis: Tufunsak, Utwa, Malem i Lelu. La capital de l'estat és Tofol, al municipi de Lelu.
L'illa destaca per la seva natura exuberant i verge, les llacunes de corall i la baixa activitat turística.
En antics texts es diu també Illa Strong, Kusaie o Oualan.

## Municipis
L'estat és dividit en cinc municipis:
- Lelu (pop. 2 404)
- Malem (pop. 1 430)
- Tafunsak (pop. 2 427)
- Utwa (pop. 1 056)
- Walung

La capital de l'estat Tofol, a Lelu.